# Lijst van acteurs en actrices uit Goudkust
Hieronder volgt een overzicht van acteurs en actrices die meespelen of meespeelden in de soap Goudkust. 

## Vaste personages

### A
| Acteur                 | Personage                | Periode   |
| ---------------------- | ------------------------ | --------- |
| Vastert van Aardenne   | Thomas van Zuylen        | 1997-1998 |
| Ingeborg Ansing        | Alexandra Visser         | 2001      |
| Josefine van Asdonk    | Irene Verweijden (nr. 1) | 1996-2000 |
| Vivienne van den Assem | Sophie Bergman           | 2000-2001 |

### B
| Acteur                 | Personage                | Periode   |
| ---------------------- | ------------------------ | --------- |
| Joost Boer             | Bert Zoomers             | 1996-1999 |
| Joost Boer             | Joris Zoomers            | 1999      |
| Corine Boon            | Emma Verkuil             | 1997-2000 |
| Froukje de Both        | Mariët Zoomers (nr. 2)   | 1997-2001 |
| Esmée de la Bretonière | Irene Verweijden (nr. 2) | 2000-2001 |
| Femke-Anna Broere      | Mariët Zoomers (nr. 1)   | 1996-1997 |

### C
| Acteur          | Personage             | Periode   |
| --------------- | --------------------- | --------- |
| Mohammed Chaara | Samir Amarani (nr. 2) | 2000-2001 |

### D
| Acteur        | Personage       | Periode   |
| ------------- | --------------- | --------- |
| Lucas Dietens | Gerard Hardebol | 1996-1997 |

### E
| Acteur           | Personage     | Periode         |
| ---------------- | ------------- | --------------- |
| Rein Edzard      | Lucas Piersma | 1996-1997       |
| Maureen Eerdmans | Lisa Zoomers  | 1996-1999, 2000 |

### F
| Acteur      | Personage        | Periode   |
| ----------- | ---------------- | --------- |
| Elcon Fleur | Junior Zuidgeest | 1999-2001 |

### G
| Acteur                 | Personage                    | Periode   |
| ---------------------- | ---------------------------- | --------- |
| Winston Gerschtanowitz | Harm van Cloppenburg (nr. 1) | 1996-2000 |
| Ezra van Groningen     | Ralph Seebregts              | 1998-2000 |

### H
| Acteur           | Personage                | Periode   |
| ---------------- | ------------------------ | --------- |
| Sander de Heer   | David Bergman            | 1999-2001 |
| Inger van Heijst | Fie Hardebol             | 1996-1997 |
| Mike Ho Sam Sooi | Aaron Zuidgeest (nr. 1)  | 1999-2000 |
| Jannie Houweling | Marie-Louise Zilverbergh | 1996-1997 |

### K
| Acteur           | Personage                      | Periode         |
| ---------------- | ------------------------------ | --------------- |
| Maiko Kemper     | Erik van Overeem               | 1997-1998, 2000 |
| Adriënne Kleiweg | Mary Zoomers                   | 1996-1999, 2000 |
| Betje Koolhaas   | Yvette van Cloppenburg (nr. 2) | 1997-2000       |
| Arnost Kraus     | Harm van Cloppenburg (nr. 2)   | 2000-2001       |
| Roel Kyvelos     | Nick Sterman (nr. 1)           | 1997-2000       |

### L
| Acteur             | Personage                | Periode   |
| ------------------ | ------------------------ | --------- |
| Lieke van Lexmond  | Eva Prins                | 1998-2001 |
| David van Lunteren | Lennart Uytt den Boogert | 1996-1997 |

### M
| Acteur     | Personage             | Periode         |
| ---------- | --------------------- | --------------- |
| Timon Moll | Michiel van den Brink | 1996, 1997-2001 |

### O
| Acteur            | Personage             | Periode   |
| ----------------- | --------------------- | --------- |
| Richard Oerlemans | Joost van den Abeelen | 1998-1999 |

## Bijrollen/gastrollen

### A
| Acteur              | Personage          | Periode |
| ------------------- | ------------------ | ------- |
| Antoinette Akkerman | Verpleegster Els   | 1996    |
| Judith Ansems       | Simone van Aemstel | 1999    |

### B
| Acteur               | Personage                  | Periode    |
| -------------------- | -------------------------- | ---------- |
| Femke Bakker         | Angelique de Haas          | 1998       |
| Suzanne Becht        | Studente Marieke           | 1996       |
| Antoinette van Belle | Isabel de Hondt            | 1998       |
| Alexander van Bergen | Dirk Bisschop              | 1997       |
| Ferdinand Biesheuvel | Bas Karels/Hans Mathijssen | 1996, 1997 |
| Tjeerd Bisschoff     | Ben Bijlsma                | 1999       |
| Marit van Bohemen    | Bianca Sterman             | 1997       |
| Fleur Bok            | Arlette                    | 1996       |
| Ron Christian Boom   | Tuinman Henk               | 1996       |
| Robert Borremans     | Pierre Laroux              | 1996       |
| Chip Bray            | Jimmy Belvedere            | 2000       |
| Koert-Jan de Bruijn  | Beer van Nispen            | 2001       |

## C
- Anne Cavadino - Yvette van Cloppenburg (#1) (1996)
- Hans Cornelissen - Huibrecht van Zuylen (1996, 1997)
- Gerda Cronie - Mavis Zuidgeest (2000)

## D
- Roemer Daalderop - Theo van Hoorn (1996)
- Iwan Dam - Rein Veltkamp (2000)
- Joost Demmers - Robin van Mijnsbergen (1996)
- Nova van Dijk - Coosje Verkerk (1998)
- Jaap van Donselaar - Johannes van Deventer (1996)
- Harold Dückers - Marc Visser (1996-1999)
- Mylène Duijvestein - Marianne van der Sluis (1996)

## G
- Madeleine Gibson - Tineke van Deventer (1996-1997)
- Roger Goudsmit - Guido Bierkens (1996-1997)
- Metta Gramberg - Eline Kervezee (1998)
- Theo de Groot - Norbert Zwaardman (1999)

## H
- Marc Hazewinkel - Maurits Odijk (1999)
- Hans van Hechten - Benno Post
- Sander de Heer - Robert van Galen (1996)
- Pim van den Heuvel - Wethouder van Sterkenburg (1996)
- Ad Hoeymans - Harold Lohman (1996-1997)
- Guido van Hulzen - Ron Lohman (1996-1997)

## J
- Eric Jorrin - Alex (2000)

## K
- Norbert Kaart - Brian Wiggers
- Mark Kleuskens - Walter de Jonge
- Melvyn de Kom - Menno Landvreugd
- Anke Kranendonk - Johanna Stapper (1996)
- Michael Kroegman - Daan van der Meulen (2000)
- Marc Krone - Ad Bleerick (1996)
- Cis Kuipers - Huishoudster Mieke (1996)

## L
- Joost Laterveer - Peter Kempenaar
- Annemarieke Leeuwenkamp - Lerares Antheunissen (1996)
- Kees van Lier - Conciërge Pol (1996)
- Eugène Ligtvoet - Cor Koopman
- Stan Limburg - Hans de Jong (1996)
- Carla Lipp - Therese Segaar (2000)
- Ingeborg Loedeman - Willemijn Laroux (1996)

## M
- Angelique Marshall - Joyce Zuidgeest (2000)
- Tim Meeuws - Rechercheur Hoogland  (#1)  (1996)
- Antje Monteiro - Sandra van Steen (1996)
- Alex Mous - Politieagent Bos (1996) / Rechercheur LaFleur (1997)

## N
- Jan Nonhof - Elmer de Bock (1996)

## O
- Valentijn Ouwens - Rechercheur Hoogland  (#2)  (1996)

## P
- Lex Passchier - Gijs Verdonk (1997)
- Hertje Peeck - Dokter van der Meer (1996, 1997)
- Peter Post - Roeland de Brauw (1998)
- Joris Putman - Tijmen Visser (2001)

## R
- Roelant Radier - Oscar van Cloppenburg  (#1)  (1996)
- Mark Ram - Dennis (1996)
- Julian Rief - Gerant Bob (1998-2000)
- Robin Rienstra - PK van Nispen (2000-2001)
- Yvonne Ristie - Cecilia Landvreugd
- Maja Robbesom - Jasmijn van Oosteinde
- Nienke Römer - Natasja Laroux (1996)

## P
- Hertje Peeck - Dokter van der Meer (1996)

## S
- Klaartje de Schepper - Sasha Lindeboom/Wendy
- Bob Schwarze - Jan Willem Coolhaas
- Truus te Selle - Eugénie d'Harencourt (1996-1997, 1999)
- Jasmine Sendar - Bibi Zuidgeest (1999-2001)
- John Serkei - Aaron Zuidgeest  (#2)  (2000-2001)
- Wim Serlie - Huisbaas Wilmink (1997)
- Monique Sluyter - Maria Weevers (1998-1999)
- Koen Smit - Jeroen van Cloppenburg (1999-2001)
- Ella Snoep - Rita de Brink (1997)
- Guy Sonnen - Maurice d'Harencourt (1996)
- Cees Spanbroek - Onderdirecteur De Vries (1996) / Herman Veerman (1999)
- Jan Willem Sterneberg - Charles van Dam (1996-1997)
- Machteld Stolte - Brenda de Mol

## T
- Ronald Top - Olivier van Eeden (1999)
- Bob van Tol - Anton Verweijden (1996-1997)

## V
- Noah Valentyn - Samir Amarani  (#1)  (2000)
- Else Valk - Françoise Veeren (1996)
- Ellemieke Vermolen - Bo Donkers (1999-2000)
- René Vernout - Wethouder van Amerongen (1996) / Oscar van Cloppenburg  (#2)
- Chris Vinken - Bart Harding (2000)
- Leonid Vlassov - Konstantin Kolchev (1996, 1997)
- Marianne Vloetgraven - Sylvia Verweijden (1996-2000)
- David Vos - Docent van Ramesdonk (1996)
- Colin Vosveld - Nick Sterman  (#2)  (2000)

## W
- Rutger Weemhoff - Henri van Cloppenburg (#1) (1996-1998)
- Dick Wempe - Butler Edward (1996-2001)
- Willem Westermann - Jan-Willem Dekker (1996)
- Rense Westra - Werner Heemskerk
- Daan Wijnands - Stan Mulder (2000)
- Ingrid Willemse - Hannah van Duynhoven
- Gepke Witteveen - Desirée van Cloppenburg (1996-2001)
- Dick Woudenberg - Benjamin Frederikse (1996)
- Edgar Wurfbain - Pieter Hardebol (1996-1999)

## Z
- Michiel de Zeeuw - Tim d'Harencourt (1996-2000)
- Emmelie Zipson - Esther de Blauw
- Herman Zumpolle - Van Veen (1996)
- Hans Zuydveld - Kees Willemse (1996-1997) / Bernhard de Graaf